# Vinnie Ernst
Vincent L. « Vinnie » Ernst, né le 29 janvier 1942, à Jersey City, dans le New Jersey et décédé le 22 décembre 1996, à Hope Valley, dans le Rhode Island, est un ancien joueur américain de basket-ball. Il évolue au poste d'arrière.

## Palmarès
- Vainqueur des Jeux panaméricains de 1963
- Champion NIT 1961
- MVP du NIT (1961)